# Möðruvallabók
Möðruvallabók eller AM 132 fol är en isländsk handskrift från mitten av 1300-talet, skriven på pergament. Den innehåller följande islänningasagor (i denna ordning):
- Njals saga
- Egil Skallagrimssons saga
- Finnboge rammes saga
- Bandamannasagan
- Kormak Ögmundarsons saga
- Viga-Glums saga
- Droplaugarsönernas saga
- Ölkovres saga
- Hallfred vandrädaskalds saga
- Laxdalingarnas saga
- Sagan om Bolle Bollason
- Fostbrödrasagan

Många av dessa sagor finns bevarade som fragment någon annanstans, men finns bara i sin fulla längd i Möðruvallabók. Den innehåller den största enskilda samlingen av isländska sagor från medeltiden. Boken fördes till Danmark år 1684 och införlivades i dem Arnamagnæanske samlingen. Den fördes tillbaka till Island 1974 efter att samlingen delades i en isländsk och en dansk del. Möðruvallabók finns idag på Árni Magnússon-institutet för isländska studier i Reykjavik.